# 高鼻腔吻鱈
高鼻腔吻鱈，為輻鰭魚綱鱈形目鼠尾鱈科的其中一種，分布於西南太平洋紐西蘭北部海域，屬深海底棲性魚類，深度606-750公尺，體長可達63.5公分，棲息在大陸坡底層水域，生活習性不明。